# Krotonaldehyd
Krotonaldehyd (systematický název but-2-enal) je organická sloučenina se vzorcem CH3CH=CHCHO. Obvykle se prodává jako směs izomerů E- a Z-, které se liší relativní pozicí methylové a formylové skupiny. Izomer E je mnohem rozšířenější. Krotonaldehyd je vysoce toxická, dráždivá, kapalina vyvolávající slzení. S vodou se mísí jen mírně, dobře lze mísit s organickými rozpouštědly. Jedná se o nenasycený aldehyd; je široce použitelnou surovinou pro organickou syntézu. Vyskytuje se v potravinách, například v sójovém oleji.

## Výroba a použití
Krotonaldehyd se vyrábí aldolovou kondenzací z acetaldehydu:
2 CH3CHO → CH3CH=CHCHO + H2O
Hlavní oblastí použití je jako prekurzor pro výrobu čistých chemikálií. Kyselina sorbová, konzervant pro potraviny, a trimethylhydrochinon, prekurzor vitaminu E, se připravují z krotonaldehydu. Mezi další odvozené látky patří kyselina krotonová a 3-methoxybutanol.
Krotonaldehyd má multifunkční molekulu, která vykazuje různorodou reaktivitu. Je výtečným prochirálním dienofilem a Michaelovým akceptorem. Adicí chloridu methylhořečnatého vzniká 3-penten-2-ol.

## Bezpečnost
Krotonaldehyd je na Seznamu extrémně nebezpečných látek podle amerického zákona Emergency Planning and Community Right-to-Know Act. V přírodě se přitom vyskytuje poměrně hojně.